# Road of Resistance
«Road of Resistance» — сингл японской каваии-метал-группы Babymetal. Песня была выпущена по всему миру в виде цифрового сингла 1 февраля 2015 года компанией Toy’s Factory, став главным синглом международного переиздания альбома Babymetal, а также вступительным треком с альбома Metal Resistance. Официальный концертный клип набрал более 30 миллионов просмотров на YouTube.

## Создание и релиз

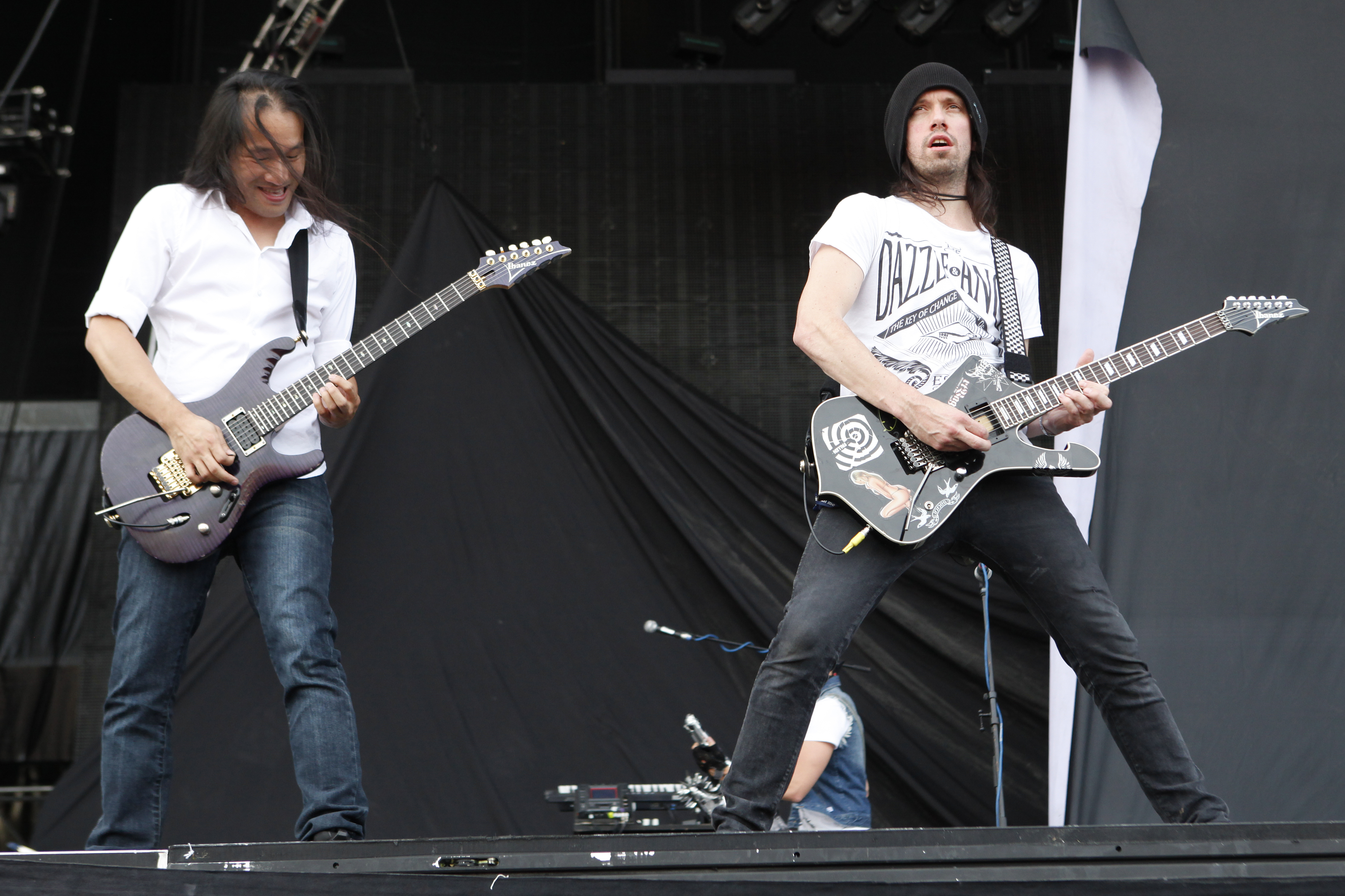
Гитаристы DragonForce Герман Ли и Сэм Тотман, принимавшие участие в создании песни «Road of Resistance».

Песня была использована для обозначения начала истории группы Metal Resistance Episode III, на концерте, состоявшемся 8 ноября 2014 года в O2 Brixton Academy в Лондоне, который также стал заключительным выступлением в рамках тура Babymetal World Tour 2014.
Трейлер к песне был выпущен 5 января 2015 года, в него вошли кадры с дебютного исполнения песни в Лондоне. Впервые песня была выпущена в качестве цифрового бонус-трека с концертного альбома Live at Budokan: Red Night, причём ограниченные издания альбома содержали карточку с кодом для скачивания песни без дополнительной оплаты.
Позже песня была выпущена в качестве отдельного цифрового сингла в iTunes Store 1 февраля 2015 года.
Гитаристы Ли и Тотман участвовали в работе над треком, хоть они не имеют авторских прав и не указаны в различных регионах переиздания альбома Babymetal, на котором песня появляется в качестве бонус-трека.

## Композиция
Журнал Rolling Stone описал песню как «пауэр-метал» с «блестящими попсовыми гармониями». Rock Sound назвал песню «всем, чего мы ожидали от Babymetal, с добавлением немного волнующей, огненно-пальцевой гитары Dragonforce». Мэтт Эванс из The List назвал песню «гимном гиперскорости, придающим силы». Согласно Kadokawa, песня состоит из сдвоенных гитар Ли и Тотмана, с динамичным звучанием, производным от мелодичного спид-метала. Текст песни описывается как повествование о металическом сопротивлении (англ. Metal Resistance), которое группа приняла во время своего мирового турне. Песня также считается «финальной стадией» Babymetal и прологом к Metal Resistance, а также переходным выступлением, демонстрирующим рост группы по сравнению с предыдущим альбомом.
По словам Su-metal, песня ссылается на историю Metal Resistance, которая описывается как «история о путешествии Babymetal по миру в надежде создать новый метал, который объединит мир, когда мы преодолеем языковые барьеры и границы. В середине песни есть часть, где мы поём „Wow, Wow“, и это место, где наши фанаты со всего мира могут петь с нами на наших концертах. Я надеюсь, что люди послушают наш альбом и поддержат нас на наших концертах». В интервью для Metal Hammer Yuimetal заявила, что «Road of Resistance» — её любимая песня из Metal Resistance, объяснив, что она «исполнялась на стольких концертах, так что воспоминаний накопилось много. Лирика позитивная, звук такой классный, а танец мощный».

## Реакция
Песня «Road of Resistance» получила в целом хорошие отзывы от музыкальных критиков, которые в основном хвалили совместную работу DragonForce и Babymetal. Престон Фро из RocketNews24 назвал песню «отличным началом альбома», а гитары в исполнении DragonForce придали песне «весёлый, зашкаливающий настрой». Адриан Пил из Digital Journal назвал открывающий трек «маниакальным, но удивительно мелодичным». Песня получила множество похвал, в том числе была названа лучшей метал-песней 2015 года на церемонии вручения премии Loudwire Music Awards 2015.
Песня заняла 22 место в недельном чарте Billboard World Digital Songs 21 февраля 2015 года. 25 мая 2021 года Kerrang! поставил песню на 11 место в списке «20 лучших песен Babymetal».

## Живое выступление
Премьера «Road of Resistance» состоялась на концерте в рамках тура группы Back to the USA / UK Tour 2014 в O2 Academy, Brixton. Песня была неофициально названа «The One». Однако позже это название будет использовано для другой песни на втором альбоме группы.
Позже песня была исполнена на бис во время шоу Legend «2015» New Year Fox Festival 10 января 2015. Позднее выступление было загружено на YouTube 6 мая 2015 года.
Так же «Road of Resistance» была исполнена совместно с группой DragonForce на церемонии вручения премии Metal Hammer Golden Gods Awards 2015, организованной журналом Metal Hammer.

## Треклист
Цифровое издание
- «Road of Resistance» — 5:19

## Титры и персонал
Запись и менеджмент
- Записано Watametal и Адриан Брейкспир
- Микшировано Этторе Риготти

Персонал
- Судзука Накамото (Su-metal) — вокал
- Юи Мизуно (Yuimetal) — вокал
- Моа Кикути (Moametal) — вокал
- Кей Кобаяси (Kobametal / Kxbxmetal / Kitsune of Metal God) — исполнительный продюсер, текст песени
- Мики Ватанабе (Mk-metal) — текст песни
- Нориказу Накаяма (Norimetal) — музыка
- Нобуаки Миясака (Mish-Mosh) — музыка, аранжировка
- Сари Миясаки (Mish-Mosh) — музыка, аранжировка
- Кейдзи Кусама (Kyt-metal) — музыка
- Кьёто — аранжировка
- Леда — бас[21]
- Герман Ли — гитара (любезно предоставлено Electric Generation Recordings Ltd. и Warner Music Japan Inc.)
- Сэм Тотман — гитара (любезно предоставлено Electric Generation Recordings Ltd. и Warner Music Japan Inc.)

Титры взяты из примечаний к альбому Metal Resistance и Google Play Music.

## Чарты
| Чарт (2015)                            | Высшая позиция |
| -------------------------------------- | -------------- |
| США (US World Digital Songs Billboard) | 22             |

## История релизов
| Регион | Дата           | Формат           | Лэйбл                         |
| ------ | -------------- | ---------------- | ----------------------------- |
| Мир    | 1 февраля 2015 | Цифровое издание | BMD Fox Records Toy's Factory |